# Dennes Point
Der Dennes Point ist eine Landspitze aus Dolerit im ostantarktischen Viktorialand. In den Allan Hills ragt sie auf der Westseite des Shipton Ridge in das Shimmering Icefield.
Eine Mannschaft des New Zealand Antarctic Research Program zur Erkundung der Allan Hills im Jahr 1964 benannte sie nach einer entsprechenden Doleritformation auf Bruny Island.